# Josef Herink
Josef Herink (ur. 26 grudnia 1915 w Pradze, zm. 20 sierpnia 1999 w Mnichovo Hradiště) – czeski lekarz i mykolog.

## Życiorys
Josef Herink ukończył studia medyczne na Uniwersytecie Karola w Pradze, po czym rozpoczął praktykę jako lekarz chorób wewnętrznych w Turnovie i Mnichovo Hradiště w północnych Czechach. W wolnym czasie bardzo aktywnie zajmował się mykologią. W 1945 r. założył Czechosłowacki Klub Mykologiczny, w 1933 r. przemianowany na Czeskie Towarzystwo Naukowe ds. Mykologii. Od 1947 r. do ostatnich miesięcy życia aktywnie uczestniczył w wydawaniu czasopisma naukowego Czech Mycology (wcześniej Česká mykologie, którego był jednym z założycieli). Pisał w nim liczne notki biograficzne o czeskich mykologach. Większość publikacji mykologicznych i biograficznych pisał w języku czeskim.

## Praca naukowa
Jego ulubionym rodzajem, któremu poświęcił szczególnie dużo czasu, był rodzaj Lepiota, ale zajmował się także rodzajami Agaricus, Armillaria, Cortinarius, Entoloma, Mycena, Omphalina i gatunkami Helvella gabretae, Xerocomus moravicus. Przywiązywał dużą wagę do stosowania odczynników chemicznych podczas identyfikacji gatunków pieczarkowców i borowikowców. Zawsze miał przy sobie swoje odczynniki i używał ich systematycznie. Opracował nawet określone testy chemiczne dla mleczka. Próbował zdefiniować grzyby wielkoowocnikowe bez uciekania się do mikroskopii. Jego duże doświadczenie pozwala mu rozpoznać wiele gatunków w terenie lub na wystawach i konferencjach. Przez całe życie zbierał dane dotyczące rozmieszczenia tych grzybów w Czechosłowacji. Jego zbiór eksykatów opatrzony jest skrupulatnymi opisami postaci obserwowanych w stanie świeżym (kolor, zapach, smak, konsystencja itp.) Zbiór ten przechowywany jest na Wydziale Mykologii Muzeum Narodowego w Pradze.
Interesuje się także ochroną przyrody, bada mykobiotę kilku rezerwatów przyrody. Jest współautorem opublikowanej w 1995 r. czerwonej księgi roślin zarodnikowych Słowacji i Czech. Wymienia w niej m.in. dwadzieścia gatunków pieczarkowców i borowikowców, ilustrowanych przez jego młodszego brata, malarza Jana Herinka. Zorganizował liczne konferencje mykologiczne, nie tylko na temat pieczarkowców i borowikowców, ale także na temat grzybów trujących i ochrony przyrody. Ostatnie trzy miesiące przed śmiercią, zajmował się rodzajem Clitocybe.
Josef Herink łączy swoje wykształcenie medyczne z zamiłowaniem do grzybów, badając zatrucia wywołane przez grzyby, ich toksyczność i leczenie. Poświęca temu zagadnieniu swoją najbardziej znaną pracę „Zatrucie grzybami”. Wydana została w 1958 r., ilustrował ją jego brat.
Opisał nowe gatunki grzybów. W nazwach naukowych utworzonych przez niego taksonów dodawane jest jego nazwisko Herink.